# Kubrick Mons
Kubrick Mons este numele dat celei mai mari serii de vârfuri de satelitul lui Pluto, Charon, care se ridică dintr-o depresiune din regiunea Vulcan Planum. Această formă de relief a fost observată pentru prima oară de Long Range Reconnaissance Imager (LORRI) de pe sonda stațială New Horizons în timpul unei apropieri pe 15 iulie 2015.

## Descriere fizică
Kubrick Mons are un diametru de 40 kilometri (25 mi) și o înălțime de 3–4 kilometri (1,9–2,5 mi). Acest munte este înconjurat de un șanț care are o adâncime de 1–2 kilometri (0,62–1,24 mi). Momentan nu se cunoaște modul în care Kubrick Mons s-a format; însă, există speculații că Kubrick Mons ar putea fi un criovulcan, iar depresiunea ar putea fi rezultaul contracției camerei cu apă și amoniac. Din noiembrie 2019 acestă ipoteză nu a fost încă confirmată.
Muntele a fost numit după regizorul Stanley Kubrick. O aprobare oficială a numelui a fost anunțată de Uniunea Astronomică Internațională pe 11 aprilie 2018. Este uneori numit Muntele într-un șanț al lui Charon sau mai simplu Muntele șanț.